# Memory data register

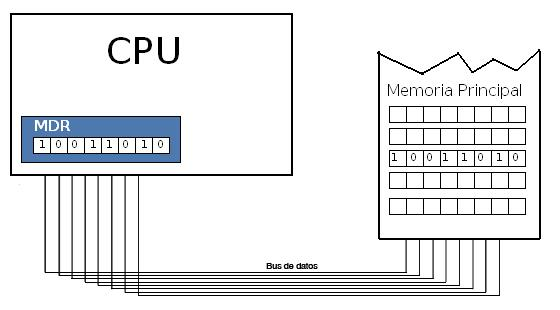
Schema logico del MDR (in spagnolo)

Il memory data register (MDR, lett. "registro dati di memoria"), nell'architettura dei computer moderni, è un registro a cui la unità aritmetica e logica (ALU) ha accesso diretto e che contiene momentaneamente i dati da/per la CPU. L'MDR, insieme al memory address register (MAR), interfaccia quindi la CPU con la memoria centrale (MC) utilizzando i microprogrammi (anche detti microcode).
Tutti i dati e le istruzioni che dalla memoria devono essere elaborati nel processore, transitano per il registro MDR e successivamente, da questo, raggiungono gli opportuni registri per l'elaborazione vera e propria. Analogamente, tutti i risultati di un'elaborazione che devono essere immagazzinati in memoria transitano prima per il registro MDR e da esso raggiungono poi la esatta locazione di memoria.